# Ozarba fannia
Ozarba fannia är en fjärilsart som beskrevs av Druce 1889. Ozarba fannia ingår i släktet Ozarba och familjen nattflyn. Inga underarter finns listade i Catalogue of Life.